# Amina Lawal
Amina Lawal (* 1972 oder 1973) wurde 2002 von einem nigerianischen Schari'a-Gericht zum Tod durch Steinigung verurteilt, weil sie als geschiedene Frau ein Kind erwartete. Amina Lawals Fall sorgte für internationales Aufsehen und zahlreiche Kampagnen. Westliche Regierungen verurteilten die Entscheidung ebenso wie der nigerianische Innenminister.

## Leben
Amina Lawal wurde mit 14 Jahren verheiratet und hatte nie eine Schule besucht. Als sie als geschiedene Frau schwanger wurde, wurde ihr vor einem nordnigerianischen Schari'a-Gericht wegen Ehebruchs der Prozess gemacht. Im März 2002 wurde sie zum Tod durch Steinigung verurteilt. Lawal hatte in diesem Prozess keinen Rechtsvertreter. Der angegebene Vater bestritt den Geschlechtsverkehr, und die Anklage gegen ihn wurde fallen gelassen.
Im Juni 2002 wurde das Urteil bis Januar 2004 ausgesetzt, damit Lawal sich die ersten Jahre um ihr Kind kümmern konnte. Das Todesurteil selbst wurde aber im August 2002 von einem Berufungsgericht bestätigt. Die Anfechtung des Urteils war nach monatelangen Verschiebungen im September 2003 erfolgreich, weil die Schari'a in Nord-Nigeria erst nach der Empfängnis eingeführt worden war. Einer der beiden Anwälte, die Amina Lawal vor Gericht vertraten, war die Menschenrechtsaktivistin Hauwa Ibrahim.
Amina Lawal lebte anschließend mit ihrer Tochter Wassila bei ihrem Vater, seinen zwei Frauen und deren Kindern. Im April 2004 heiratete sie erneut.
Vor Amina Lawal hatte bereits der Fall von Safiya Hussaini internationale Aufmerksamkeit erlangt.